# 巴拉康 (南里奧格蘭德州)
27°40′18″S 51°27′38″W / 27.67167°S 51.46056°W

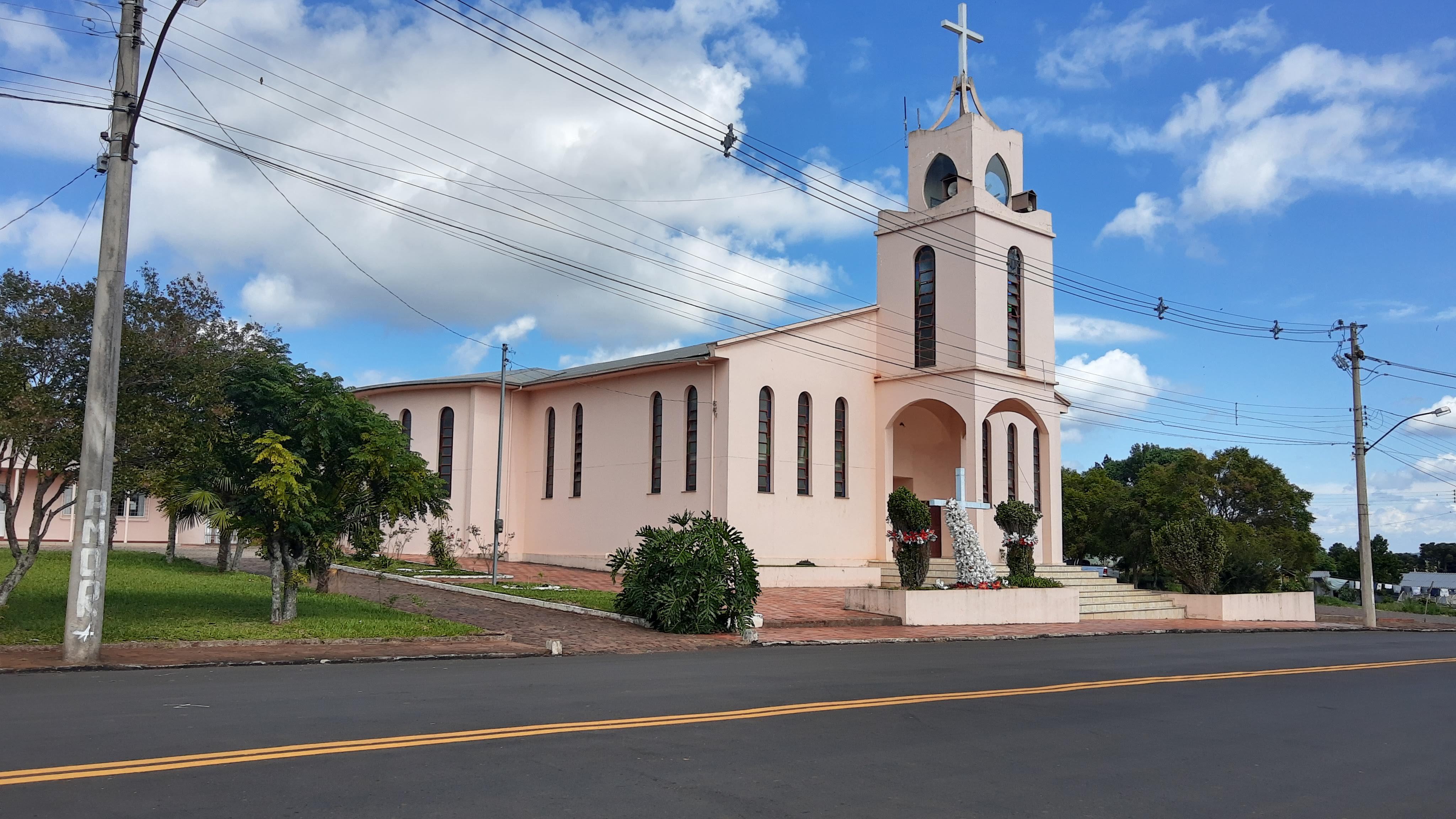
巴拉康

巴拉康（葡萄牙語：Barracão）是巴西的城鎮，位於該國南部，由南里奧格蘭德州負責管轄，始建於1964年5月30日，面積516平方公里，海拔高度764米，2010年人口5,357，人口密度每平方公里10.38人。